# Anton Czujkow
Anton Andrijowycz Czujkow, ukr. Антон Андрійович Чуйков (ur. 15 czerwca 1992, Ukraina) – ukraiński piłkarz, grający na pozycji obrońcy.

## Kariera piłkarska

### Kariera klubowa
Wychowanek szkół piłkarskich RWUFK Kijów oraz Kremiń Krzemieńczuk, barwy których bronił w juniorskich mistrzostwach Ukrainy (DJuFL). Karierę piłkarską rozpoczął w 2010 w składzie drugiej drużyny Levadii Tallinn. W styczniu 2013 został wypożyczony do Infonet Tallinn.

### Kariera reprezentacyjna
W 2007 rozegrał dwa mecze w juniorskiej reprezentacji Ukrainy U-16.